# Каххаров, Абдугафор
Абдугафор Каххаров — советский хозяйственный, государственный и политический деятель, Герой Социалистического Труда.

## Биография
Родился в 1896 году в селе Окарык. Член КПСС.
С 1914 года — на хозяйственной, общественной и политической работе. В 1914—1968 гг. — чоряккор, колхозник, выпускник Худжандского сельхозтехникума, председатель колхоза имени Максима Горького, заведующий участком Окарыкского колхоза имени Урунходжаева Худжандского района.
Указом Президиума Верховного Совета СССР от 17 апреля 1951 года присвоено звание Героя Социалистического Труда с вручением ордена Ленина и золотой медали «Серп и Молот».
Умер в селе Окарык в 1972 году.